# Gas de lutita

48 grans dipòsits de gas de lutita a 38 països enquestats per l'Agència d'Informació sobre l'Energia (Energy Information Administration, EIA) dels EUA

Gas de lutita o gas d'esquist és un gas natural que es troba a les roques marga o argiloses riques en matèria orgànica (Shale), roques que poden tenir una estructura en capes de forma similar als esquistos. Aquest gas natural està atrapat en els porus de la roca impermeable on es forma. Aquesta impermeabilitat és a causa de les argiles. Per això és necessari trencar la roca amb fracturació hidràulica (injecció a pressió d'una barreja d'aigua, sorra i de detergents) per recuperar-lo.
Aquest gas s'ha convertit en una font cada vegada més important de gas natural als EUA des del començament del segle xxi, i l'interès s'ha estès a la resta del món. L'any 2000 el gas de lutita proporcionava només l'1% de la producció de gas natural dels EUA, però ja l'any 2010 va ser superior al 20% i l'Agència d'Informació sobre l'Energia del govern dels EUA prediu que per a l'any 2035, el 46% de l'oferta dels Estats Units gas natural provindrà de gas de lutita. Alguns analistes esperen que el gas de lutita ampliï considerablement el subministrament d'energia a tot el món.

## Crítiques

### Mediambientals
Existeix una forta controvèrsia sobre si l'extracció pot afectar el medi ambient a través de la fuita a aigües subterrànies de productes químics i residus utilitzats en la fracturació hidràulica i l'alliberament de gasos amb efecte d'hivernacle durant l'extracció.
També s'està discutint el possible impacte de l'extracció d'aquest gas en la generació de  terratrèmols.

### Econòmiques: una nova bombolla especulativa?
En els darrers anys han sorgit dubtes sobre l'alta rendibilitat econòmica que es preveia per aquest tipus d'explotació. Aquests dubtes junt amb els milers de milions ja gastats en les explotacions, ha provocat que es plantegés la possibilitat que els EUA estigués de nou al davant d'una nova  bombolla especulativa com les recents puntcom o la immobiliària.
Ahmed, director de l’Institute for Policy Research and Development del Regne Unit, es feia, a principis de l'any 2013, la pregunta de si aquesta "revolució" energètica no era més que una bombolla especulativa a punt d'esclatar. Ahmed sustentava els seus temors en, fonamentalment, dos fets, els dubtes que existien sobre les reserves reals dels jaciments i la rendibilitat d'aquests. En primer lloc, existia la sospita que les empreses explotadores dels EUA estaven inflant les seves estimacions de les reserves que tenien. A finals de 2011, es posava en dubte la fiabilitat i la durabilitat dels dipòsits de gas d'aquestes companyies. El dubte era raonable, ja que una nova reglamentació de 2009, eximia a les empreses dels EUA de contrastar les seves estimacions de les reserves amb cap autoritat independent. Les sospites que ha existit una sobreestimació de les reserves es van incrementar quan es va fer públic a mitjan 2014 que les autoritats federals de l'energia havien reduït en un 96% la quantitat de petroli recuperable dels grans dipòsits Monterey de Califòrnia. S'estimava que aquests dipòsits de gas contenien al voltant de dos terços de les reserves de petroli de lutita dels EUA la nació, i només el 4% d'ells eren recuperables. En segon lloc, el rendiment de les explotacions cauria molt (entre el 60 i el 90%) el primer any d'explotació, el que implicaria que la producció futura de gas de lutita seria molt més baixa de la prevista. Amb aquesta caiguda tan important, la rendibilitat econòmica seria molt dubtosa i podia haver estat inflada. En aquest sentit, a mitjan any 2011 el diari dels EUA New York Times alertava que hi havia indicis que algunes companyies havien inflat els beneficis financers derivats de l'extracció d'aquest gas.